# Sun Bianbian
Sun Bianbian (nascida em 27 de julho de 1988) é uma para-ciclista chinesa. Ela representou a China nos Jogos Paraolímpicos de Verão de 2020.

## Carreira
Sun representou a China nos Jogos Paraolímpicos de Verão de 2020, onde ganhou a medalha de prata nos eventos de contra-relógio H4-5 e corrida de rua H5.